# 12 Years a Slave
12 Years a Slave (englisch für Zwölf Jahre ein Sklave) ist ein britisch-US-amerikanisches historisches Filmdrama des Regisseurs Steve McQueen aus dem Jahr 2013. Der Film basiert auf dem gleichnamigen autobiografischen Werk Twelve Years a Slave (1853) von Solomon Northup, der von Chiwetel Ejiofor gespielt wird. Die Handlung unterscheidet sich in vielen Einzelheiten von der Buchvorlage. Der Film gewann den Oscar für den besten Film 2014 und das beste adaptierte Drehbuch. Lupita Nyong’o erhielt die Auszeichnung als beste Nebendarstellerin.

## Handlung
1841 wird der Geiger Solomon Northup, ein freier Afroamerikaner, der mit seiner Frau und zwei Kindern in Saratoga Springs im US-Bundesstaat New York lebt, von zwei reisenden Schaustellern für eine lukrative Tournee engagiert. Doch nach der Feier der ersten erfolgreichen Woche in Washington, D.C. wacht Northup in einer dunklen Zelle an den Boden gekettet auf. Mit Entsetzen erkennt er, dass er unter Drogen gesetzt wurde und nun gemeinsam mit anderen in die Sklaverei verkauft werden soll. Northup protestiert und verkündet seine Rechte als freier Mann, woraufhin er vom Sklavenhändler grausam geschlagen wird.
Unter dem neuen Namen Platt wird Northup per Schiff nach New Orleans transportiert und an den Plantagenbesitzer William Ford verkauft, zusammen mit der schwarzen Mutter Eliza, die vom herzlosen Händler absichtlich von ihren Kindern getrennt wurde und diesen Schmerz nicht überwindet. Ford behandelt seine Sklaven menschlich, zudem erweist sich Northup als geschickt. Durch das Anlegen einer kostensparenden Wasserstraße steigt er weiter in Fords Gunst, zieht jedoch den Neid und Hass des Zimmermannes John Tibeats auf sich, der Northup anschließend fortwährend schikaniert. Als Tibeats Northup eines Tages grundlos auspeitschen will, wehrt dieser sich, überwältigt Tibeats und verprügelt ihn mit dessen eigener Peitsche. Um sich für die Demütigung zu rächen, hängen Tibeats und seine Freunde Northup auf. Fords Aufseher Chapin schreitet ein und hindert Tibeats und sein Gefolge daran, Northup zu töten, befreit ihn aber auch nicht aus Fesseln und Schlinge. Mit den Fußspitzen gerade noch am Boden hängt er den ganzen Tag lang und wird erst spätabends von Ford aus dieser Lage befreit.

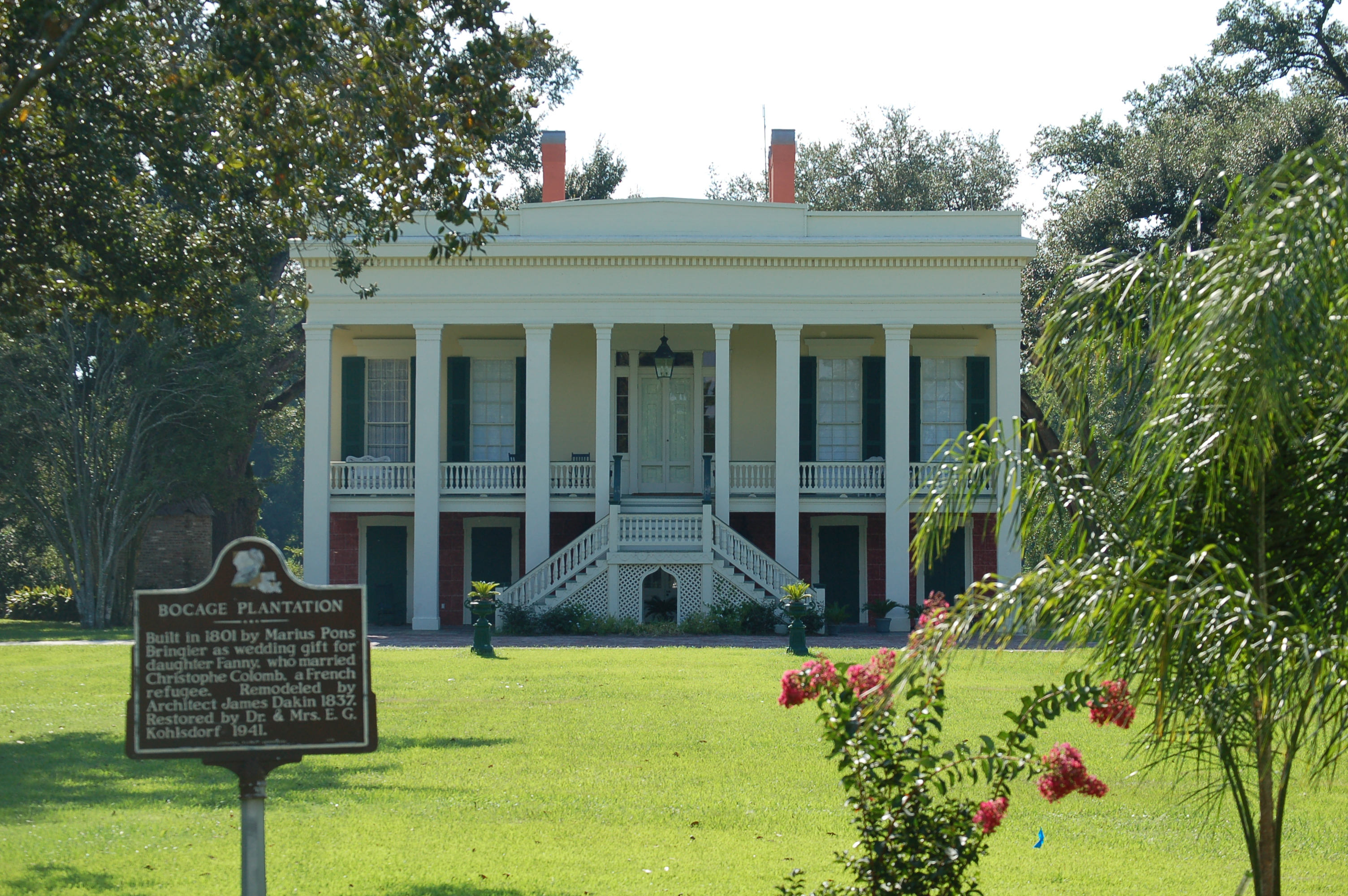
Drehort Bocage Plantation

Um Northup vor Tibeats in Sicherheit zu bringen, verkauft Ford ihn an eine andere Plantage, die vom brutalen Besitzer Edwin Epps geführt wird – niemand sonst wollte den Aufsässigen kaufen. Dort muss jeder Arbeiter täglich 200 Pfund Baumwolle pflücken, ansonsten gibt es Prügel. Die leistungsstärkste Baumwollpflückerin der Plantage ist die junge Patsey, die von Epps sexuell missbraucht und von seiner Frau Mary aus Eifersucht schikaniert wird. Patsey hat jede Hoffnung auf ein würdiges Leben verloren und bittet Northup einmal sogar darum, sie zu töten, was dieser entsetzt ablehnt. Später wird Northup von Epps dazu gezwungen, Patsey aus nichtigem Anlass auszupeitschen. Da er dies nicht im gewünschten Maße übers Herz bringt, entreißt Epps ihm die Peitsche und schlägt Patsey fast zu Tode, was Northup tief traumatisiert.
Ein erster Versuch Northups, mit seiner Familie brieflich Kontakt aufzunehmen, wird vom Kontaktmann verraten. Nur mit größtem diplomatischem Geschick kann Northup Epps beruhigen. Als er später dem kanadischen Zimmermann und Sklavereigegner Bass bei einer Arbeit hilft, erzählt er diesem seine Geschichte und bittet ihn, seine Freunde zu Hause zu benachrichtigen. Zuvor hatte Northup eine Diskussion zwischen Bass und Epps mitangehört, in der ersterer seine entschiedene Ablehnung gegenüber der Sklaverei offen zum Ausdruck gebracht hatte. Bass zögert zunächst, doch dann gibt er sein Wort.
Tatsächlich erscheint schließlich ein Freund Northups in Begleitung des örtlichen Sheriffs, der Northups Identität überprüft und ihn dann trotz Epps’ wütender Proteste von der Plantage holt. Mit Northups Ankunft im Haus seiner Familie nach zwölf Jahren in der Sklaverei endet der Film. Seine Tochter ist mittlerweile verheiratet und hat ihm einen Enkel geboren.
Im Abspann erfährt man aus eingeblendeten Texten, dass Solomon Northup erfolglos gegen seine Entführer prozessierte – er durfte vor den zuständigen Gerichten nicht gegen Weiße aussagen, und auch der Händler, der ihn in New Orleans verkauft hatte, ließ sich rechtlich nicht belangen. So schrieb er seine Memoiren, kämpfte den Rest seines Lebens gegen die Sklaverei und half, Sklaven in die Freiheit zu schmuggeln. Ort und Zeit seines Todes sind nicht bekannt.

## Produktion

### Dreharbeiten
Die Dreharbeiten fanden vom 27. Juni bis 13. August 2012 in New Orleans mit einem Produktionsbudget von 20 Millionen Dollar statt. Um die Produktionskosten niedrig zu halten, fand ein Großteil der Dreharbeiten im Großraum New Orleans statt – meist im Süden, wo Northup damals wirklich versklavt wurde. Unter den Drehorten waren vier Antebellum-Plantagen: Felicity Plantation, Magnolia Plantation, Bocage Plantation und Destrehan Plantation. Eine der Plantagen in Vacherie ist nur wenige Meilen von dem tatsächlichen Ort des historischen Geschehens entfernt.
Zusätzlich wurden auch das Columns Hotel und Madame John’s Legacy im French Quarter in New Orleans als Drehorte genutzt. Kameramann Sean Bobbitt nahm 12 Years a Slave auf 35-mm-Film im 2,35:1-Breitbildformat-Seitenverhältnis mit einer Arricam LT und ST auf. Um das Wesen der Geschichte angemessen darzustellen, vermieden die Filmemacher einen entsättigten visuellen Stil, der eine düstere Dokumentarfilmästhetik erschaffen hätte.

### Musik
Die Filmmusik zu 12 Years a Slave wurde von Hans Zimmer komponiert, von Nicholas Britell arrangiert und von Tim Fain aufgenommen. Auch Franz Schuberts Streichtrio B-Dur D 471 wurde verwendet sowie der afroamerikanische Folk-Song Run Nigger Run. Das Soundtrack-Album 12 Years a Slave: Music from and Inspired by the Motion Picture wurde am 5. November 2013 von Columbia Records veröffentlicht.

### Veröffentlichung
Der Film wurde am 6. September 2013 beim 38. Toronto International Film Festival uraufgeführt. Offizieller Kinostart in den Vereinigten Staaten war der 18. Oktober 2013. Der Kinostart in Deutschland fand am 16. Januar 2014 statt. Der Film spielte in den Kinos weltweit rund 188 Millionen US-Dollar ein, davon 57 Millionen US-Dollar in den USA.

## Synchronisation
| Figur              | Darsteller            | Deutscher Sprecher     |
| ------------------ | --------------------- | ---------------------- |
| Solomon Northup    | Chiwetel Ejiofor      | Torben Liebrecht       |
| Edwin Epps         | Michael Fassbender    | Norman Matt            |
| Samuel Bass        | Brad Pitt             | Tobias Meister         |
| Theophilus Freeman | Paul Giamatti         | Lutz Schnell           |
| William Ford       | Benedict Cumberbatch  | Sascha Rotermund       |
| Eliza              | Adepero Oduye         | Sanam Afrashteh        |
| John Tibeats       | Paul Dano             | Timmo Niesner          |
| Armsby             | Garret Dillahunt      | Olaf Reichmann         |
| Brown              | Scoot McNairy         | Matthias Deutelmoser   |
| Burch              | Christopher Berry     | Michael Deffert        |
| Clemens            | Chris Chalk           | Peter Lontzek          |
| Edward             | Gregory Bright        | Tilo Schmitz           |
| Emily              | Storm Reid            | Milena Rybiczka        |
| Fitzgerald         | Richard Holden        | Hans-Jürgen Dittberner |
| Hamilton           | Taran Killam          | Tobias Nath            |
| John               | Craig Tate            | Jan-David Rönfeldt     |
| Jonus Ray          | John McConnell        | Hans-Eckart Eckhardt   |
| Mary Epps          | Sarah Paulson         | Claudia Lössl          |
| Mistress Ford      | Liza J. Bennett       | Alexandra Wilcke       |
| Mistress Shaw      | Alfre Woodard         | Sabina Trooger         |
| Mr. Moon           | Tony Bentley          | Matthias Klages        |
| Mr. Parker         | Rob Steinberg         | Dieter Memel           |
| Patsey             | Lupita Nyong’o        | Rubina Nath            |
| Plantagenbesitzer  | Thomas Francis Murphy | Jan Spitzer            |
| Radburn            | Bill Camp             | Marco Kröger           |
| Richter Turner     | Bryan Batt            | Frank Röth             |
| Sheriff            | Jay Huguley           | Florian Krüger-Shantin |
| Treach             | Andy Dylan            | Jaron Löwenberg        |

Die Produktion erfolgte bei der FFS Film- & Fernseh-Synchron in Berlin. Buch und Regie übernahm Benedikt Rabanus.

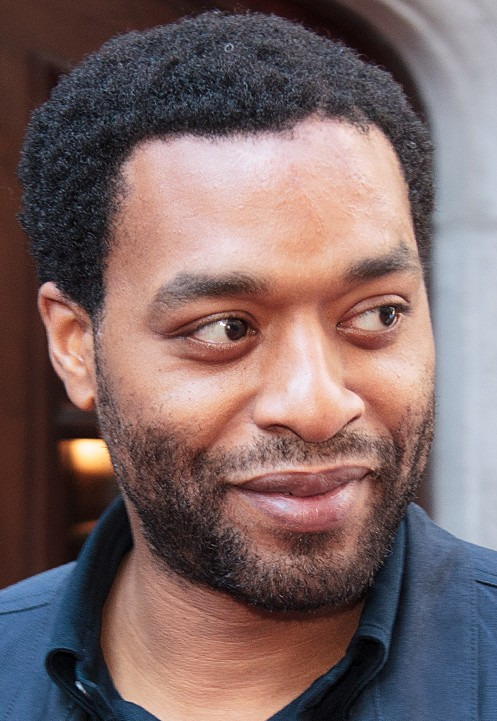
Chiwetel Ejiofor
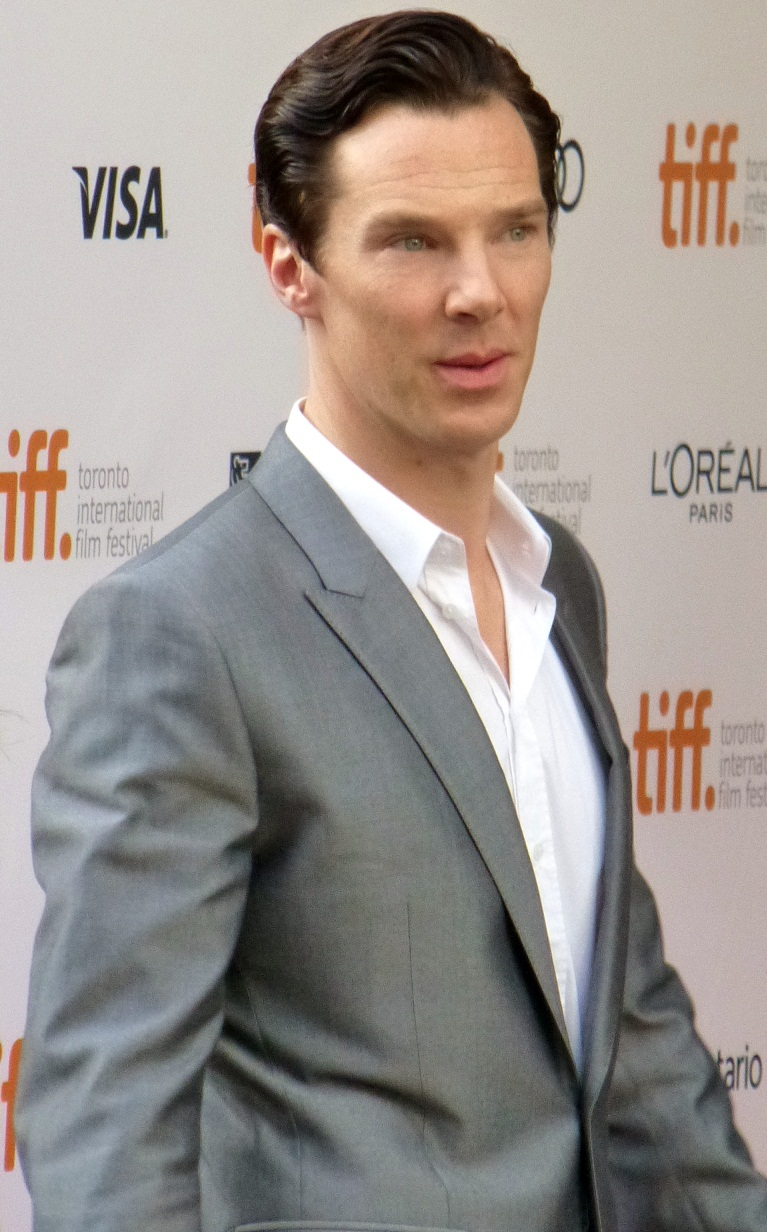
Benedict Cumberbatch bei der Filmpremiere 2013
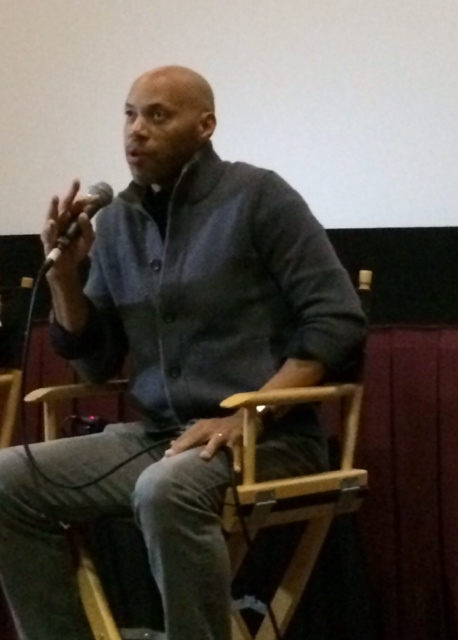
Drehbuchautor John Ridley
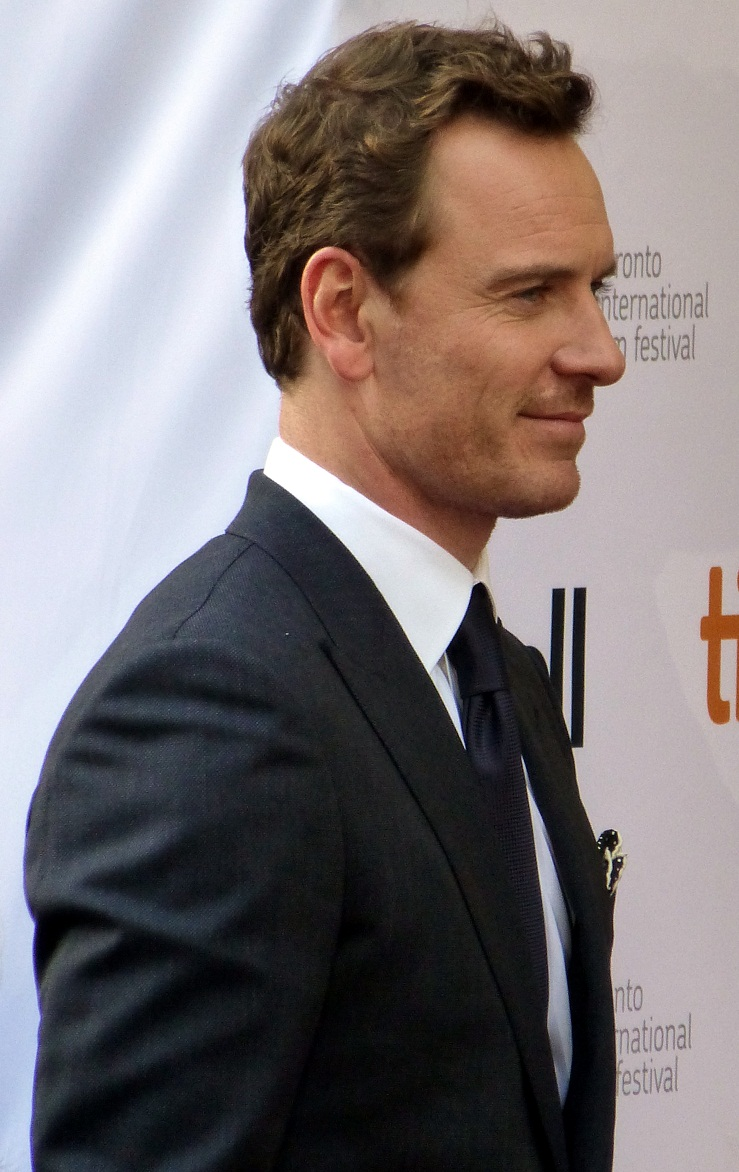
Michael Fassbender bei der Filmpremiere 2013
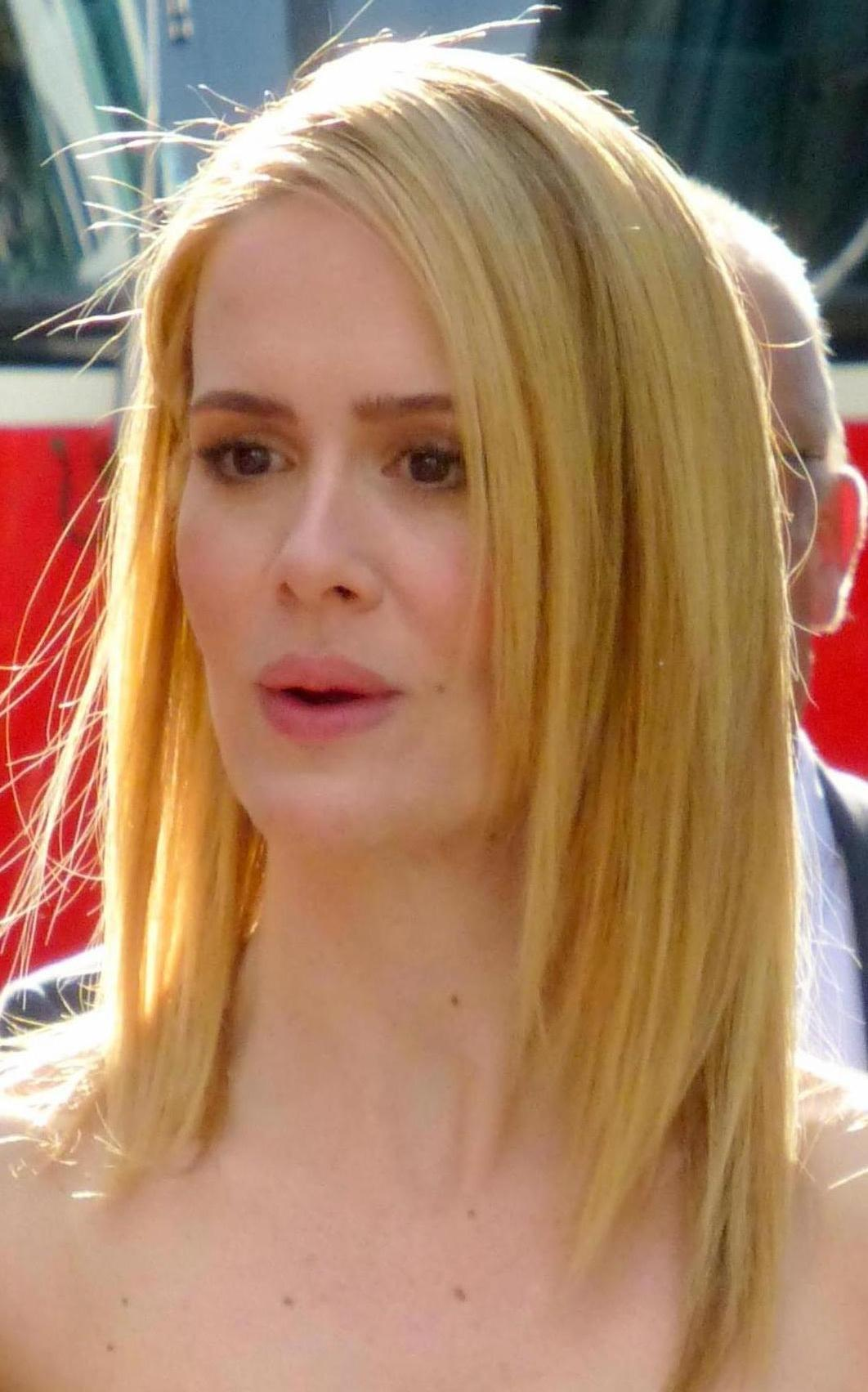
Sarah Paulson auf der Filmpremiere 2013
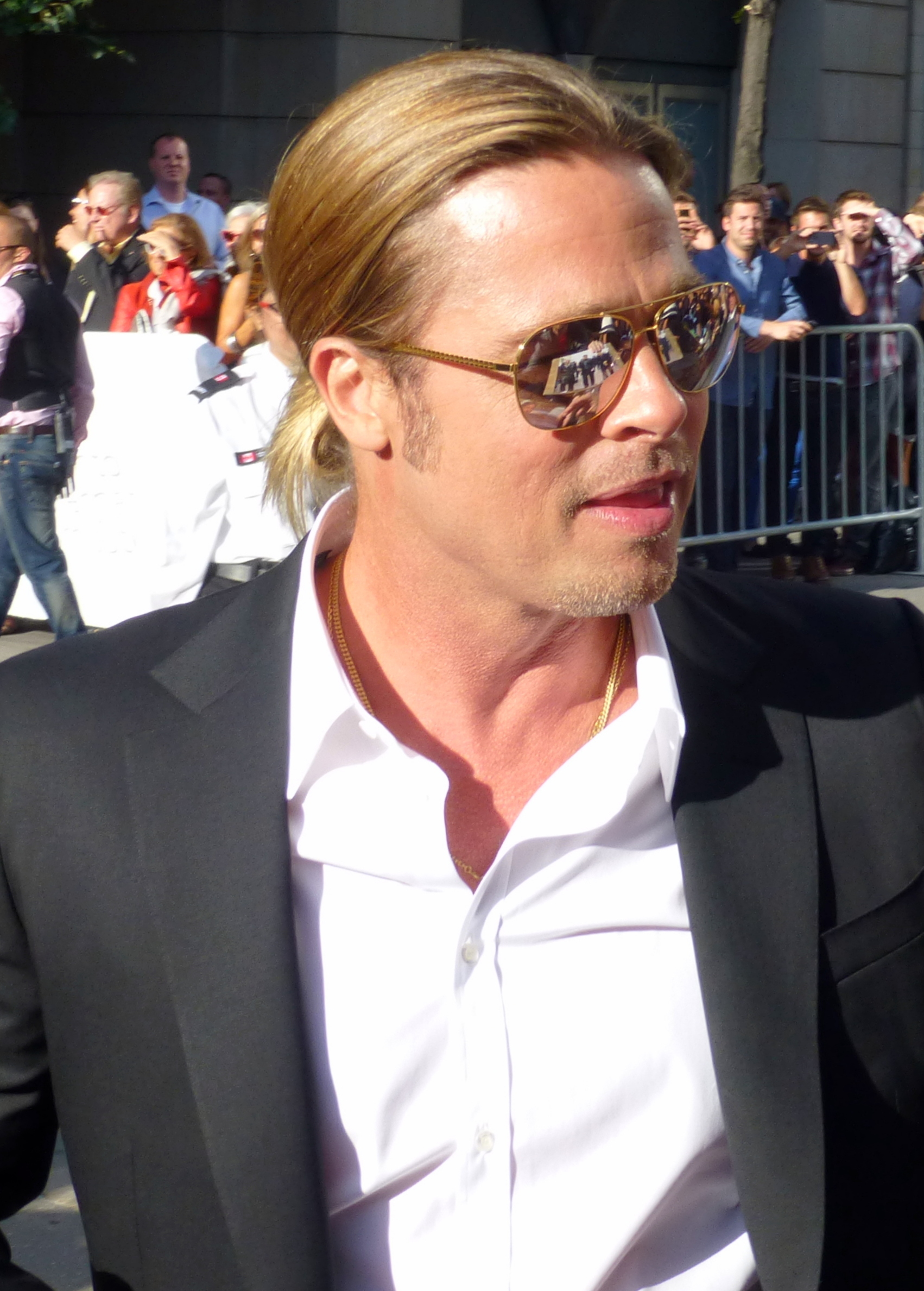
Brad Pitt bei der Filmpremiere 2013
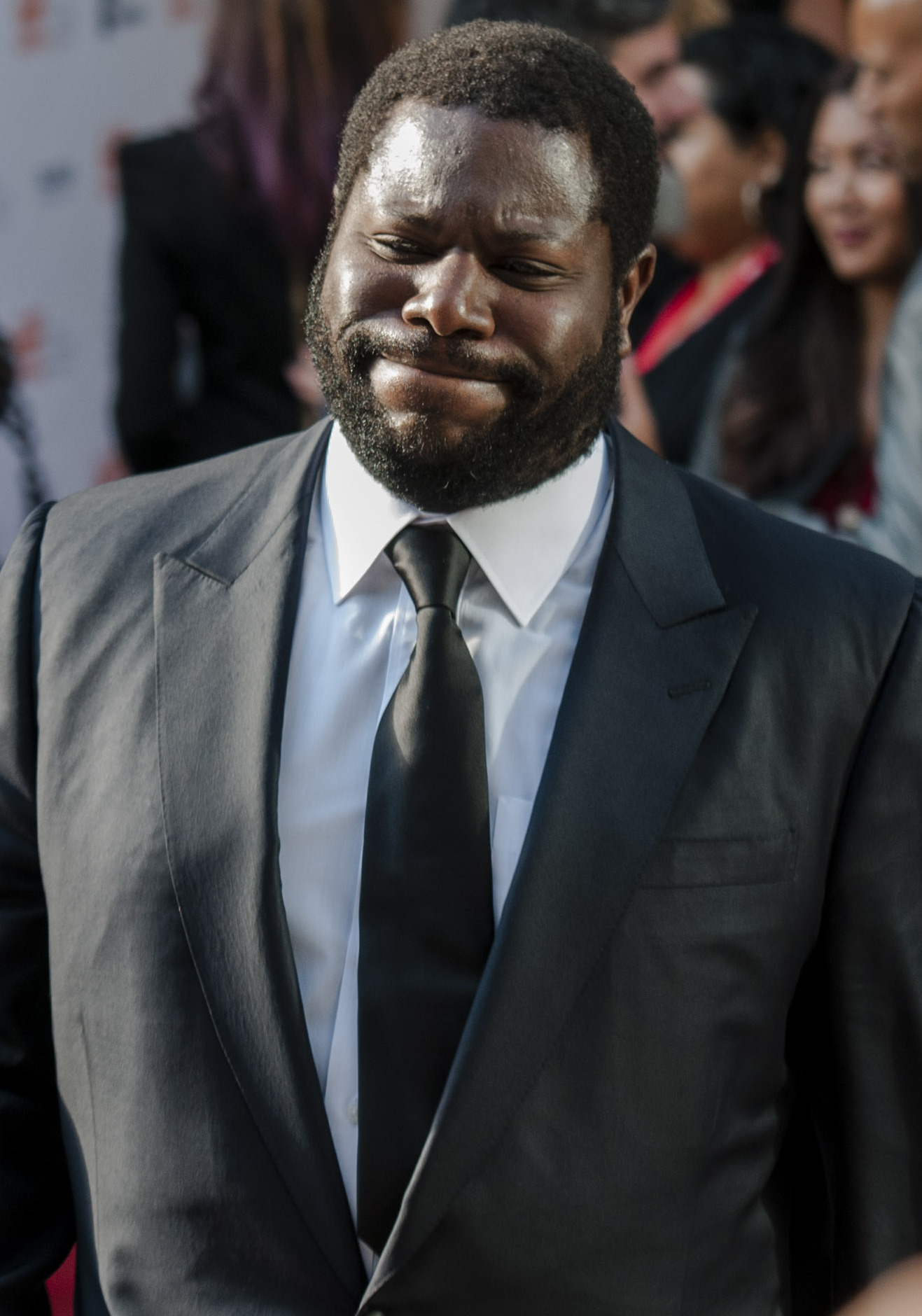
Regisseur Steve McQueen
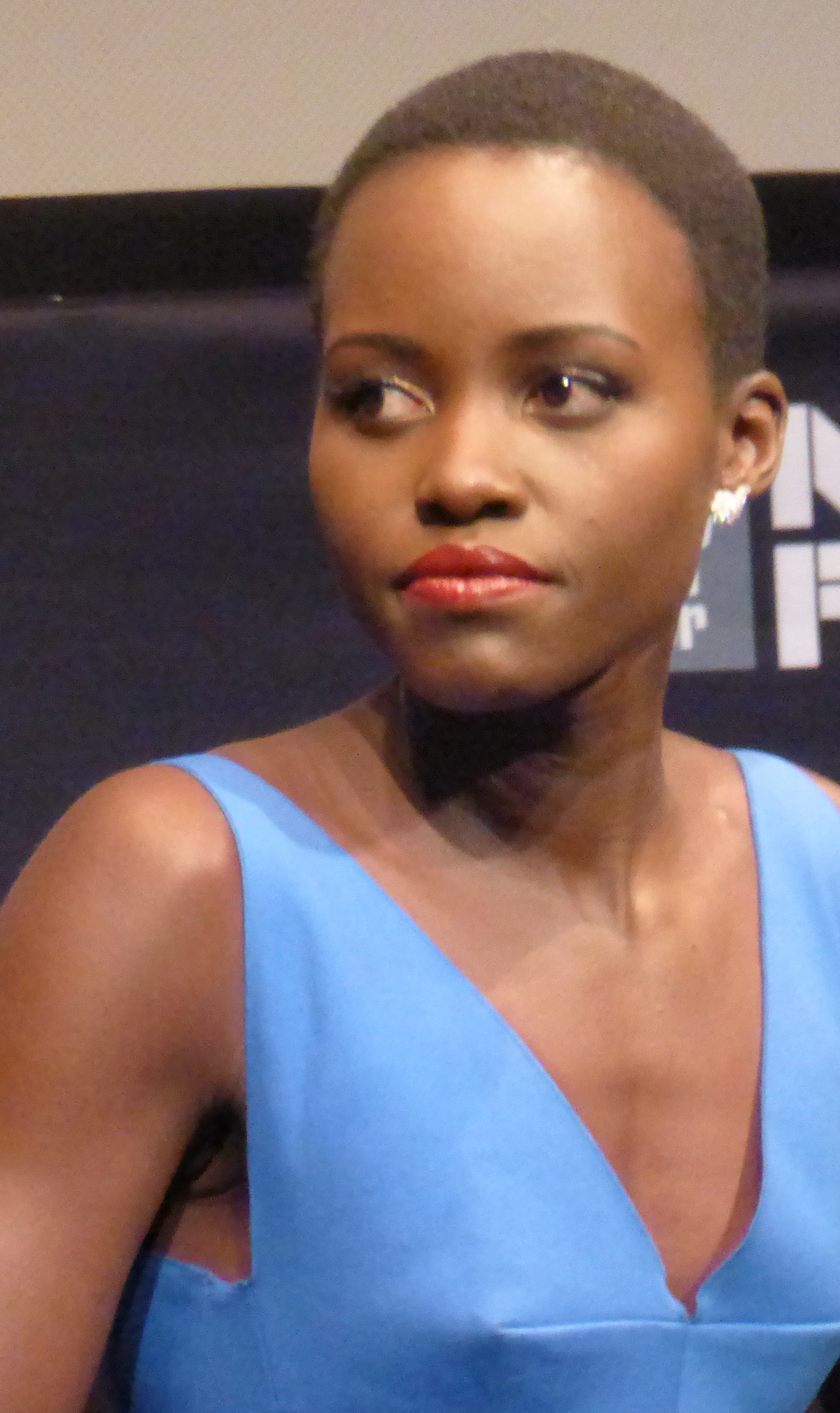
Lupita Nyong’o

## Kritik

### Internationale Rezeption
Die Weltpremiere fand während des vierzigsten Telluride Film Festivals am 30. August 2013 statt. Erste Reaktionen auf 12 Years a Slave waren durchgehend positiv. Auf dem Toronto International Film Festival 2013 erhielt der Film den Publikumspreis. Besonders großes Lob erfuhr der Film durch die schauspielerische Leistung von Chiwetel Ejiofor, Michael Fassbender und Lupita Nyong’o sowie die Regiearbeit von Steve McQueen und das Drehbuch von John Ridley, das sich stark an die gleichnamige Autobiographie von Solomon Northup anlehnt.
Dies spiegelt sich auch in den Auswertungen US-amerikanischer Aggregatoren wider. So erfasst Rotten Tomatoes fast ausschließlich wohlwollende Besprechungen und ordnet den Film damit als „Verbrieft Frisch“ ein. Im Kritikerkonsens heißt es: „Der Film ist weit davon entfernt, ein Wohlfühlfilm zu sein, aber der unbeirrbar brutale Blick auf die amerikanische Sklaverei ist brillantes – und womöglich auch unverzichtbares – Kino.“ („It’s far from comfortable viewing, but 12 Years a Slave’s unflinchingly brutal look at American slavery is also brilliant – and quite possibly essential cinema“) Metacritic ermittelt aus den vorliegenden Bewertungen „Einhelliges Lob“.
Richard Corliss vom Time-Magazin vergleicht den Film zwar mit Exploitationfilmen wie Mandingo und Goodbye Uncle Tom; McQueen sei jedoch nicht sensationslüstern, sondern ein unerbittlicher Künstler. McQueen zeige die Ineffizienz von Rassismus, wenn die Sklaveneigentümer die Kraft ihrer Sklaven durch Auspeitschen vergeudeten oder sie mitten in der Nacht für ihre eigenen grausamen Vergnügen weckten. Gregory Ellwood von HitFix gab dem Film in einer rundum positiven Rezension das Prädikat „A“ und beschrieb ihn als „kraftvolles Drama“ unter McQueens „kühner Regie“ mit der „großartigsten Leistung in Chewetel Ejiofors Karriere“ und lobte auch die Leistungen von Fassbender und Nyong’o sowie Sean Bobbitts „herrliche“ Kameraführung und Zimmers Musik; als einziges kleines Manko des Films nennt Ellwood, dass das Verstreichen der 12 Jahre nicht deutlich werde.
Paul McInnes vom Guardian nannte den Film nicht nur großartig, sondern auch notwendig. Die Rezensenten von „Spill“ sprachen dem Film hohe Anerkennung zu, zwei der Kritiker gaben sogar die höchste Bewertung ab, „Better Than Sex“. Allerdings sind sich die Kritiker einig, dass es kein Film ist, den man sich in naher Zukunft ein zweites Mal anschauen würde. Beim Vergleich mit der Fernsehserie Roots erklärte der Rezensent Cyrus, Roots sei eher wie der Glücksbärchi-Film im Vergleich zu 12 Years a Slave.
Tim Robey vom Daily Telegraph sah einen „bemerkenswerten Film, der die Seele durchstößt“ und hob Ejiofor und Nyong’o hervor. Ebenfalls im Daily Telegraph fand Serena Davies lobende Worte für den Film, bedauerte aber, dass McQueen in mehreren wichtigen Punkten von der Buchvorlage abgewichen sei, wodurch der Film an Wirkung verloren habe. Laut Tina Hassannia vom Slant Magazine stellt „[d]urch seine typische visuelle Komposition und sein ohrenbetäubendes Tondesign […] Steve McQueen den qualvollen Realismus von Northups Erfahrungen und die komplizierten Beziehungen zwischen Herr und Sklave, Herr und Herr, Sklave und Sklave und so weiter“ dar.
2016 landete 12 Years a Slave bei einer Umfrage der BBC auf Platz 44 der 100 bedeutendsten Filme des 21. Jahrhunderts. Im Jahr zuvor hatte McQueens Regiearbeit in der BBC-Wahl der 100 bedeutendsten amerikanischen Filme Platz 99 belegt. Insgesamt listet They Shoot Pictures, Don’t They? 12 Years a Slave unter den angesehensten Filmen des 21. Jahrhunderts.
Auch das Publikum war sehr angetan. So vergaben US-Kinobesucher einen CinemaScore von A entsprechend der deutschen Schulnote 1. Außerdem setzen die Nutzer der Filmdatenbank IMDb 12 Years a Slave auf Platz 188 ihrer Top 250 beliebtesten Filme.

### Deutsche Filmkritiken
Der Kinostart in Deutschland war um eine Woche vorgezogen worden und fand am 16. Januar 2014 statt.
Katja Nicodemus betrachtet in ihrer Rezension in der Zeit Twelve Years a Slave als einen Film, der die „psychologischen Abgründe“ und die „buchstäblichen Schwarz-Weiß-Schattierungen der Sklaverei“ zeige. Der Film skizziere eine Gesellschaft, die „entsetzlichsten Gräueltaten entstiegen“ sei, und stelle das amerikanische Selbstbild als einer Nation der Freiheit und Demokratie in Frage. Da der Film zu seinem Thema eine gewisse Distanz habe und nicht die „Abgeschlossenheit eines Historienfilms“ suche, werde die Geschichte nicht „im epischen Atem der Verdrängung“ wie in anderen Sklaverei-Filmen erzählt. McQueen sorge so für „eine Art kulturelle Katharsis“. Gezeigt werde in gespenstischen Szenen ein „Ballett des Grauens“ und „eine zivilisatorische Verwahrlosung“ in einer Welt, die „aus den Fugen geraten“ ist. Zu sehen sei die „Perversion eines amerikanischen Gartenzaunidylls“; der dargestellte „himmelschreiende normale Wahnsinn der Sklaverei“ schärfe so „den Blick auf gegenwärtige Rassismen“ in der amerikanischen Gesellschaft.
Andreas Borcholte lobt in der Filmkritik des Spiegel die darstellerischen Leistungen von Chiwetel Ejiofor, der mit seinem „zurückgenommenen, sehr intensiven Spiel“ den Zuschauer die „zutiefst beunruhigende Ausgangssituation“ im Gedächtnis behalten lasse. In Solomons Augen spiegele sich eindrucksvoll der emotionale Wettstreit zwischen dem Verlust der Würde und der erniedrigenden Notwendigkeit, „Körper und Geist einer irrationalen Herren-Mensch-Hierarchie unterzuordnen“. Dabei werde sein Blick zu dem des Zuschauers, der „aus der trügerischen Sicherheit einer vermeintlich zivilisierten Welt“ auf eine „überwunden geglaubte Barbarei“ blicke. McQueens Film enthalte zwar Momente exzessiver Gewalt, entfalte seine schockierende Wirkung jedoch in subtiler Form: die Schicksalsreise Solomons werde so „pragmatisch erzählt“, dass dem Zuschauer „wenig Raum für sentimentales Nachfühlen“ bleibe. Twelve Years a Slave sei zwar ein packendes Drama, verlasse aber den Rahmen einer historischen Erzählung und werde zur „allgemeingültigen Reflexion über den Wert der Freiheit“.
Susan Vahabzadeh rühmt in ihrer Kritik in der Süddeutschen Zeitung die Regiearbeit von McQueen, der „in perfekt durchgestalteten Bildern“, denen immer „eine gewisse Kälte“ anhafte, das „Arrangement unsentimentaler Analyse“ erzähle. Der Film treibe die Geschehnisse ins „Artifizielle“ und „Bizzare“ und liefere Bilder und Szenen, die man nicht so schnell vergesse.
Verena Lueken schreibt in ihrer Rezension in der Frankfurter Allgemeinen Zeitung, McQueens Film folge „den Regeln des Erzählkinos in größerem historischen Rahmen“, indem er seine „wahre, unfassliche Geschichte“ entfalte. McQueen rücke die Geschichten Solomon Northups als eigene fast aus dem Blickfeld; möglicherweise sei das, wie auch die „saftige Musik“ von Hans Zimmer „ein Kompromiss mit den Konventionen des Erzählens im Kino“. Twelve Years a Slave sei jedoch ein außergewöhnlicher Film, der all den anderen epochalen Filmen über die Sklaverei mit ihrer sentimentalen Verklärung überlegen sei. McQueens Film erlaube den „aufgeklärten Blick auf eine Institution, die in ihrer Perfidie bis ins Letzte ausgeleuchtet werde“.
Thomas Klingenmaier meint in seiner Kritik des Films in der Stuttgarter Zeitung, McQueen schildere in Twelve Years a Slave weder den Normalfall der Sklaverei noch einen Störfall der Normalität, sondern untersuche „die Perversion innerhalb der Perversion“ – eine Freiheitsberaubung, die sogar gegen die Regeln der Sklaverei verstoße. McQueens „Bilder der alltäglichen Hölle im Süden“ im Anfangsteil seien „präzise und sinnlich“ inszeniert; die Freiheit Solomons im Schlussteil des Films zeige „ein Nebeneinandersein dieser beiden Konzepte von Schwarzsein innerhalb einer Nation“, das einem „den Kopf zum Platzen“ bringe. Klingenmaier lobt ebenso wie Borcholte im Spiegel die überzeugende schauspielerische Leistung von Chiwetel Ejiofor, der Ohnmacht und Stolz nie übermäßig zur Wirkung bringe, sondern stets die Schizophrenie eines Mannes spiele, der als Person nur überleben könne, indem er Abstumpfung vortäusche, aber nicht abstumpfen dürfe, um in seiner Persönlichkeit zu überleben. Twelve Years a Slave sei „kein hervorragend ausgestattetes Gruselkabinett der Grausamkeiten“, sondern der Film gehe „schlau“ mit seinem Thema um.

## Auszeichnungen
- 2013: Toronto International Film Festival: People’s Choice Award
- 2013: Independent Spirit Award (Nominierungen): Bester Film, Beste Regie, Bester Hauptdarsteller, Bester Nebendarsteller, Beste Nebendarstellerin, Bestes Drehbuch, Beste Kamera[27]
- 2013: Gotham Award (Nominierungen): Bester Film, Bester Hauptdarsteller
- 2013: New York Film Critics Circle Award: Beste Regie
- 2013: Chicago Film Critics Association: Bester Film, Beste Regie, Bester Hauptdarsteller, Beste Nebendarstellerin
- 2014: Golden Globe Award: Bestes Filmdrama, Nominierungen in den Kategorien Beste Regie, Bester Hauptdarsteller, Bester Nebendarsteller, Beste Nebendarstellerin, Bestes Drehbuch, Beste Filmmusik[28]
- 2014: Critics’ Choice Movie Award: Bester Film, Beste Nebendarstellerin, Bestes adaptiertes Drehbuch und weitere zehn Nominierungen, darunter Beste Regie, Bester Hauptdarsteller, Bester Nebendarsteller und Bestes Schauspielensemble
- 2014: Screen Actors Guild Award (Nominierungen): Bester Hauptdarsteller, Bester Nebendarsteller, Beste Nebendarstellerin, Bestes Schauspielensemble in einem Film[29]
- 2014: British Academy Film Award: Bester Film, Bester Hauptdarsteller sowie weitere acht Nominierungen, unter anderem für die beste Regie sowie für die besten Nebendarsteller
- 2014: Oscar (Nominierungen): Beste Regie, Bester Hauptdarsteller, Bester Nebendarsteller, Bestes Szenenbild, Bestes Kostümdesign und Bester Schnitt
(Auszeichnungen): Bester Film, Beste Nebendarstellerin, Bestes adaptiertes Drehbuch[30]
- 2014: 34. London Critics’ Circle Film Award: Bester Film 2013
- 2023: Aufnahme in das National Film Registry